# Episodi di Houston Knights - Due duri da brivido (prima stagione)
La prima stagione della serie televisiva Houston Knights - Due duri da brivido è stata trasmessa in anteprima negli Stati Uniti d'America dalla CBS tra l'11 marzo 1987 e il 29 aprile 1987.
| nº | Titolo originale    | Titolo italiano | Prima TV USA   | Prima TV Italia |
| -- | ------------------- | --------------- | -------------- | --------------- |
| 1  | Mirrors             |                 | 11 marzo 1987  |                 |
| 2  | North of the Border |                 | 18 marzo 1987  |                 |
| 3  | Houston's Hero      |                 | 25 marzo 1987  |                 |
| 4  | Single in Heaven    |                 | 1º aprile 1987 |                 |
| 5  | Yesterday's Gone    |                 | 8 aprile 1987  |                 |
| 6  | Bad Girl            |                 | 15 aprile 1987 |                 |
| 7  | Scarecrow           |                 | 22 aprile 1987 |                 |
| 8  | Colt                |                 | 29 aprile 1987 |                 |